# La Richardais
La Richardais är en kommun i departementet Ille-et-Vilaine i regionen Bretagne i nordvästra Frankrike. Kommunen ligger i kantonen Dinard som tillhör arrondissementet Saint-Malo. År 2022 hade La Richardais 2 624 invånare.

## Befolkningsutveckling
Antalet invånare i kommunen La Richardais
Referens:INSEE